# 飛山一男
飛山 一男（とびやま かずお、1925年（大正14年）2月20日 - 2015年（平成27年）10月23日）は、日本の実業家。いすゞ自動車社長（1984年 - 1992年）、会長を務めた。

## 経歴・人物
長野県の生まれ。山梨工業専門学校（現在の山梨大学）卒業後、1946年（昭和21年）にいすゞ自動車（当時の社名はヂーゼル自動車）に入社する。
軽自動車の研究や開発に携わり、後にアメリカ合衆国の自動車メーカーゼネラルモーターズと連携する等、戦後の自動車における日米関係の良化に貢献した。1984年（昭和59年）にいすゞ自動車社長に就任し、1992年（平成4年）までその職にあたった。1991年（平成3年）には会長職に就任した。

## 勲章
- 藍綬褒章 - 1986年（昭和61年）受章。
- 勲二等瑞宝章 - 1996年（平成8年）受章。

## 著書
- 『我がくるま人生』
- 『八ヶ岳山荘―飛山一男句集』